# Jonggrangan
Jonggrangan is een bestuurslaag in het regentschap Klaten van de provincie Midden-Java, Indonesië. Jonggrangan telt 3581 inwoners (volkstelling 2010).